# Eee-P!!!
eee-P!!!（イー・ピー）は、日本のロックバンド、POLYSICSのミニアルバム。2010年12月8日、キューンレコードよりリリース。

## 概要
- 新作アルバムとしてはAbsolute POLYSICSより約1年3ヶ月ぶりのリリース。ミニアルバムとしては2003年5月のカジャカジャグーより約7年半ぶりの作品である。
- カヨ脱退後の3人体勢初の新作音源である。本作よりキーボード担当のメンバーが居ないため、サウンド面は従来より大幅に変化を遂げた。機材が変更されより太い音になり、シーケンスもギター・ドラム・ベースと同様に前に出るようなサウンドを目指したという[1]。
- バンドは2010年3月の武道館ライブ後に活動休止をし、同年8月のROCK IN JAPAN FESTIVAL 2010で活動再開を果たしたが、本作収録曲で「踊れHeaven」以外の曲は同日に初披露された。また、「How are you?」は初披露当時は「How do you do?」という曲名であった[2]。
- この作品から「Now is the time!」から6作続いていたアルバム作品連続20位台入りの記録が途切れ、以降アルバムでのオリコン20位台の記録がなされていない。
- 「How are you?」はミュージックビデオが作成されており、スペースシャワーTV主宰のSPACE SHOWER Music Video Awardsにて、2011年度の「BEST ALTERNATIVE VIDEO」を受賞している。
- 初回生産限定盤と通常版の2形態での発売であり、それぞれディスクジャケットの色合いが異なる。初回生産限定盤にはDVDが付属し、「.コニチワ!New POLYSICS!!!」と題されたインタビューと機材紹介からなるドキュメンタリー映像と、前述の活動再開ライブより「Heavy POLYSICK(SE)」と「BUGGIE TECHINICA」の映像を収録している。

## 収録曲

### CD
| #         | タイトル                 | 作詞             | 作曲                    | 時間  |
| --------- | ------------------------ | ---------------- | ----------------------- | ----- |
| 1.        | 「How are you?」         | Hiroyuki Hayashi | Hiroyuki Hayashi & Fumi | 3:03  |
| 2.        | 「Mach肝心」             | Hiroyuki Hayashi | Hiroyuki Hayashi        | 3:15  |
| 3.        | 「Rock Wave Don't Stop」 | Hiroyuki Hayashi | Hiroyuki Hayashi & Fumi | 3:46  |
| 4.        | 「Boil」                 | Hiroyuki Hayashi | Hiroyuki Hayashi & Fumi | 2:45  |
| 5.        | 「踊れHeaven」           | Hiroyuki Hayashi | Hiroyuki Hayashi & Fumi | 2:59  |
| 合計時間: | 合計時間:                | 合計時間:        | 合計時間:               | 15:47 |

### 初回生産限定盤DVD
英語字幕が選択できる。
| #  | タイトル                                                              | 作詞 | 作曲・編曲 |
| -- | --------------------------------------------------------------------- | ---- | ---------- |
| 1. | 「コニチワ!New POLYSICS!!!」(documentary)                             |      |            |
| 2. | 「Heavy POLYSICK - BUGGIE TECHINICA」(Live at Rock In Japan Fes.2010) |      |            |